# Coruche
Coruche ist eine Kleinstadt (Vila) in Portugal. Sie ist besonders für ihre Kork-Produktion und ihren Wein bekannt.
Am 29. September 2013 wurden die Gemeinden Coruche, Fajarda und Erra zur neuen Gemeinde União das Freguesias de Coruche, Fajarda e Erra zusammengeschlossen. Coruche ist Sitz dieser neu gebildeten Gemeinde.

## Geschichte
Funde belegen eine Besiedlung seit der Altsteinzeit, insbesondere verschiedene Megalithanlagen im Süden des Kreises. Der heutige Ort wurde während der Reconquista von Portugals erstem König D. Afonso Henriques 1166 von den Mauren erobert. Er gab Coruche am 26. Mai 1182 erste Stadtrechte. Gleichzeitig erhob er den Ort zur Kleinstadt (Vila) und machte ihn zum Sitz eines eigenen Kreises, was er bis heute blieb.

## Verwaltung

### Der Kreis
Coruche ist Verwaltungssitz eines gleichnamigen Kreises (Concelho) im Distrikt Santarém. Am 30. Juni 2011 hatte der Kreis 8890 Einwohner auf einer Fläche von 1.115,7 km².
Die Nachbarkreise sind (im Uhrzeigersinn im Norden beginnend): Almeirim, Chamusca, Ponte de Sor, Mora, Arraiolos, Montemor-o-Novo, Montijo, Benavente sowie Salvaterra de Magos.
Mit der Gebietsreform im September 2013 wurden die Gemeinden (Freguesias) Coruche, Fajarda und Erra zur neuen Gemeinde União das Freguesias de Coruche, Fajarda e Erra zusammengefasst. Der Kreis besteht seither aus den folgenden sechs Gemeinden:

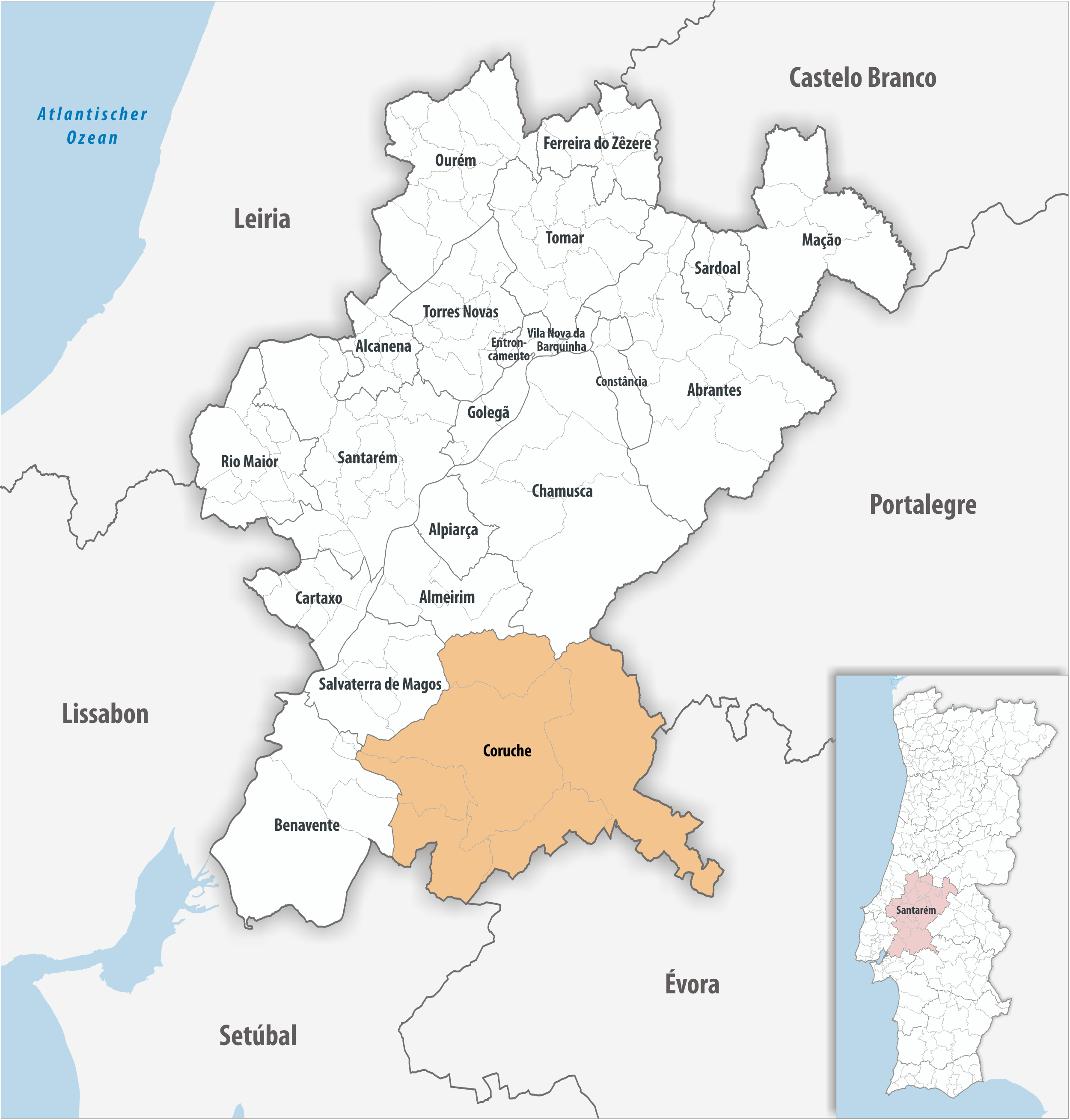
Kreis Coruche

| Gemeinde                | Einwohner (2021) | Fläche km² | Dichte Einw./km² | LAU- Code |
| ----------------------- | ---------------- | ---------- | ---------------- | --------- |
| Biscainho               | 960              | 81,40      | 12               | 140907    |
| Branca                  | 1.302            | 117,32     | 11               | 140905    |
| Coruche, Fajarda e Erra | 10.413           | 356,48     | 29               | 140909    |
| Couço                   | 2.271            | 346,61     | 7                | 140902    |
| Santana do Mato         | 945              | 103,08     | 9                | 140908    |
| São José da Lamarosa    | 1.464            | 110,89     | 13               | 140903    |
| Kreis Coruche           | 17.355           | 1.115,72   | 16               | 1409      |

### Bevölkerungsentwicklung
| Einwohnerzahl im Kreis Coruche (1801–2011) | Einwohnerzahl im Kreis Coruche (1801–2011) | Einwohnerzahl im Kreis Coruche (1801–2011) | Einwohnerzahl im Kreis Coruche (1801–2011) | Einwohnerzahl im Kreis Coruche (1801–2011) | Einwohnerzahl im Kreis Coruche (1801–2011) | Einwohnerzahl im Kreis Coruche (1801–2011) | Einwohnerzahl im Kreis Coruche (1801–2011) | Einwohnerzahl im Kreis Coruche (1801–2011) | Einwohnerzahl im Kreis Coruche (1801–2011) |
| ------------------------------------------ | ------------------------------------------ | ------------------------------------------ | ------------------------------------------ | ------------------------------------------ | ------------------------------------------ | ------------------------------------------ | ------------------------------------------ | ------------------------------------------ | ------------------------------------------ |
| 1801                                       | 1849                                       | 1900                                       | 1930                                       | 1960                                       | 1981                                       | 1991                                       | 2001                                       | 2011                                       |                                            |
| 3920                                       | 4943                                       | 9634                                       | 18.317                                     | 27.437                                     | 25.278                                     | 23.634                                     | 21.332                                     | 19.931                                     |                                            |

### Kommunaler Feiertag
- 17. August

## Söhne und Töchter der Stadt
- Francisco de Brito Freire (1625–1692), adliger Kolonialverwalter, Gouverneur von Pernambuco
- António Pereira Mouzinho de Albuquerque Cota Falcão (1829–1858), Militäringenieur und Kolonialverwalter
- Américo Durão (1894–1969), Lyriker und Dramatiker
- José Peseiro (* 1960), Fußballtrainer
- Tucha (* 1975 als Helena Brazão), Sängerin